# Prinsepie
Prinsepie (Prinsepia) je rod rostlin patřící do čeledi růžovité (Rosaceae).

## Použití
Některé druhy lze použít jako okrasnou rostlinu. Pro naše podmínky se hodí Prinsepia sinensis.

## Zástupci
- prinsepie čínská (Prinsepia sinensis)
- prinsepie jednokvětá (Prinsepia uniflora)[2]